# Патриція Фішерова
Патриція Фішерова (словац. Patrícia Fischerová; нар. 26 березня 1993, Мартін, Словаччина) — словацька футболістка, захисниця.

## Клубна кар'єра
Футболом розпочала займатися в клубі «Турчянська Штявніцька». Згодом перебралася до дівочої команди «Жирафа» (Жиліна), за дорослу команду якої дебютувала в сезоні 2010/11 років.
Влітку 2012 року разом зі своєю партнеркою по команді Патрицією Гміровою оголосила про перехід до представника польської Екстраліги АЗС АВФ (Катовіце). Два сезони по тому перейшла до іншого польського клубу «Заглемб'є» (Люблін), а в 2015 році перебралася до «Чарні» (Сосновець).

## Кар'єра в збірній
У футболці молодіжної жіночої збірної Словаччини (WU-19) провела 4 поєдинки. У складі національної збірної Словаччини дебютувала 31 березня 2012 року в матчі кваліфікації чемпіонату Європи проти Фінляндії.